# 서정민 (촬영 감독)
서정민(徐廷珉, 1934년 1월 5일 ~ 2015년 7월 7일)은 대한민국의 촬영 감독이다. 1959년부터 130편이 넘는 영화를 작업했다.

## 참여 작품
- 돌아오지 않는 해병
- 야생동물 보호구역
- 파란 대문
- 여고괴담
- 수취인불명
- 여고괴담 3: 여우계단
- 어린 신부
- 몽정기 2

## 수상
2001년에 촬영 부문에서 대종상을 수상했다.